# Nhạc ballad trữ tình

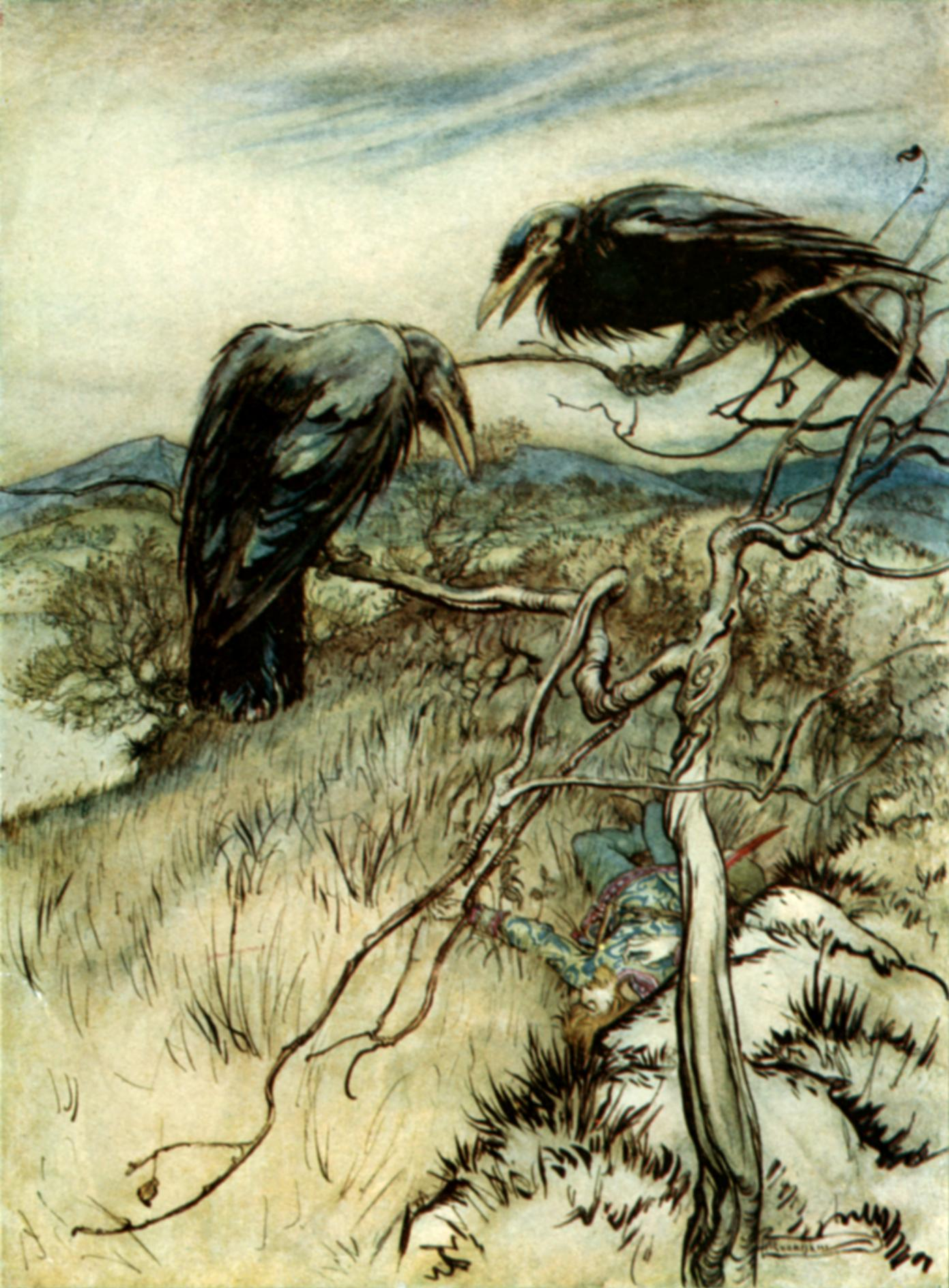
Bản vẽ trứ danh Ba con quạ (The Three Ravens hay "Twa Corbies") của Arthur Rackham, một hình tượng thị giác về nhạc Ballad

Nhạc ballad trữ tình là một phong cách âm nhạc đầy cảm xúc thường nói về tình yêu lãng mạn và những mối quan hệ gần gũi, ở phạm vi hẹp hơn thì nói về sự cô đơn, chết chóc, chiến tranh, nghiện ngập, chính trị và tôn giáo, thường là trong sự cay đắng, xót xa, bi lụy nhưng theo kiểu trang trọng hơn. Các bản ballad nói chung có cảm giác du dương, bay bổng đủ để lay động cảm xúc ở người nghe. Chất ballad trữ tình được tìm thấy ở hầu hết các thể loại âm nhạc, ví dụ như pop, R&B, soul, nhạc đồng quê, dân ca, rock và nhạc điện tử.